# Andricus quercusramuli
Andricus quercusramuli är en stekelart som först beskrevs av Carl von Linné 1761.  Andricus quercusramuli ingår i släktet Andricus och familjen gallsteklar. Arten är reproducerande i Sverige. Inga underarter finns listade i Catalogue of Life.